# Gatczyna
Gatczyna (ros. Гатчина) – miasto w Rosji, w centralnej części obwodu leningradzkiego, 45 km na południowy zachód od Petersburga. Centrum administracyjne rejonu gatczyńskiego. Pierwsze wzmianki z 1499. Prawa miejskie 11 listopada 1796. Powierzchnia miasta wynosi 29 km². 89,3 tys. mieszkańców (2021). Gatczyna jest przemysłowym, naukowym, kulturalnym i edukacyjnym centrum obwodu leningradzkiego. Gatczyński Państwowy artystyczno-architektoniczny pałacowo-parkowy muzeum-rezerwat Gatczyna, a także historyczne centrum miasta znajdują się na Liście światowego dziedzictwa UNESCO

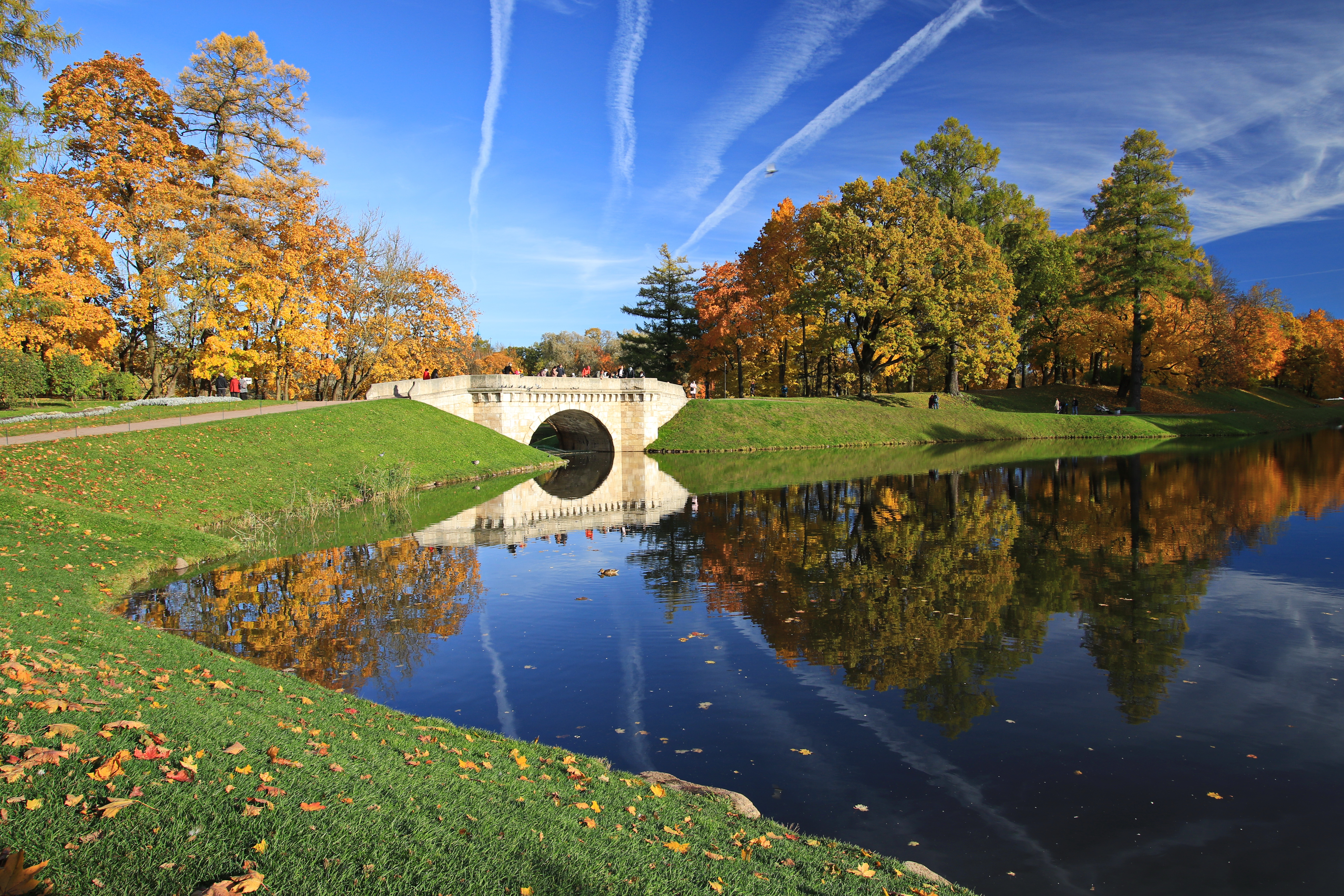
Most Karpin w parku pałacowym w rezerwacie muzealnym Gatczyna w obwodzie leningradzkim w Rosji

Znajduje się tu pałac cara Pawła I, pochodzący z XVIII wieku.

## Nazwy miasta

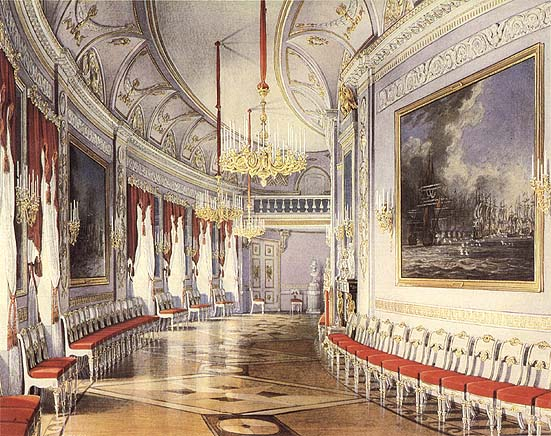
Wnętrze pałacu w Gatczynie

Na terytorium dzisiejszego miasta istniała w 1499 wieś Chotczyno, wzmiankowana w nowogrodzkiej księdze podatkowej. W okolicach 1670, w wyniku zamiany bezdźwięcznego „ch” na dźwięczne „g”, powstaje nazwa Gotczyno. W końcówce XVII wieku następuje transformacja do postaci współczesnej: Gatczyna.
W 1923 zmieniono nazwę na Trock, w celu uhonorowania radzieckiego działacza politycznego Lwa Trockiego. W 1929, w związku z deportowaniem Lwa Trockiego, zmieniono nazwę na Krasnogwardiejsk.
W 1942 niemieckie władze okupacyjne zmieniły z kolei nazwę na Lindemannstadt, dla uhonorowania dowódcy 18 Armii Georga Lindemanna.
W styczniu 1944 przywrócono miastu historyczną nazwę Gatczyna.

## Historia
Najstarsze wykopaliska archeologiczne z terenu Gatczyny pochodzą z XIII wieku, lecz pierwsze dokumentalne świadectwo o osadnictwie datuje się na rok 1499, kiedy to w nowogrodzkich dokumentach miejskich jest wspomniana wieś Chotczyno nad jeziorem Chotczynym.
W ciągu kilku wieków Ziemie Iżorskie, na których znajdowała się wieś Chotczyno, były przedmiotem terytorialnych sporów pomiędzy Rosją i Szwecją. W 1617 roku został zawarty pokój w Stołbowie; na mocy umowy sporny teren został przyznany Szwecji. W sierpniu 1702 roku, podczas III wojny północnej, Gatczyna i jej okolice ponownie weszły w skład Rosji.
W roku 1765 Katarzyna II Wielka podarowała gatczyńskie posiadłości swojemu faworytowi grafowi Grigoriemu Orłowowi.
Latem 1766 roku rozpoczęto budowę Wielkiego Pałacu Gatczyńskiego według projektu włoskiego architekta Antonio Rinaldi, i parku pejzażowego.
Po śmierci Orłowa w 1783 roku właścicielem Gatczyny został wielki książę Paweł I Romanow, a głównym architektem – Vincenzo Brenna. Według jego projektów stworzono wiele budowli parkowych, a w roku 1795 rozpoczęto przebudowę Pałacu. 11 listopada 1796 roku Paweł I przyznał Gatczynie prawa miejskie.
W końcu XVIII wieku Gatczyna stała się centrum ujezdu gatczyńskiego.
W 1792 roku Aleksiej Arakczejew został mianowany komendantem Gatczyny i w następstwie tego dowódcą wojsk lądowych Pawła I. W 1798 roku według projektu Nikołaja Lwowa został wzniesiony Pałac Prioracki, który jest jednym z symboli Gatczyny.
Po poniesionej w zamachu śmierci Pawła I w 1801 roku Gatczyna przeszła we władanie wdowy po nim, Marii Fiodorownej. Później właścicielami Gatczyny byli kolejno Mikołaj I, Aleksander II i Aleksander III.
W roku 1853 założono w Gatczynie linię kolejową. W 1881 w Gatczynie po raz pierwszy w Imperium Rosyjskim pojawiło się elektryczne oświetlenie uliczne. Z początku zainstalowano je na placu przed pałacem.
W 1910 roku w Gatczynie zbudowano pierwsze w Rosji wojskowe lotnisko i działalność rozpoczęła pierwsza szkoła lotnicza. Swoje loty wykonywali tu Piotr Niestierow, Lidia Zwieriewa, Jewgraf Kruteń i inni znakomici piloci.

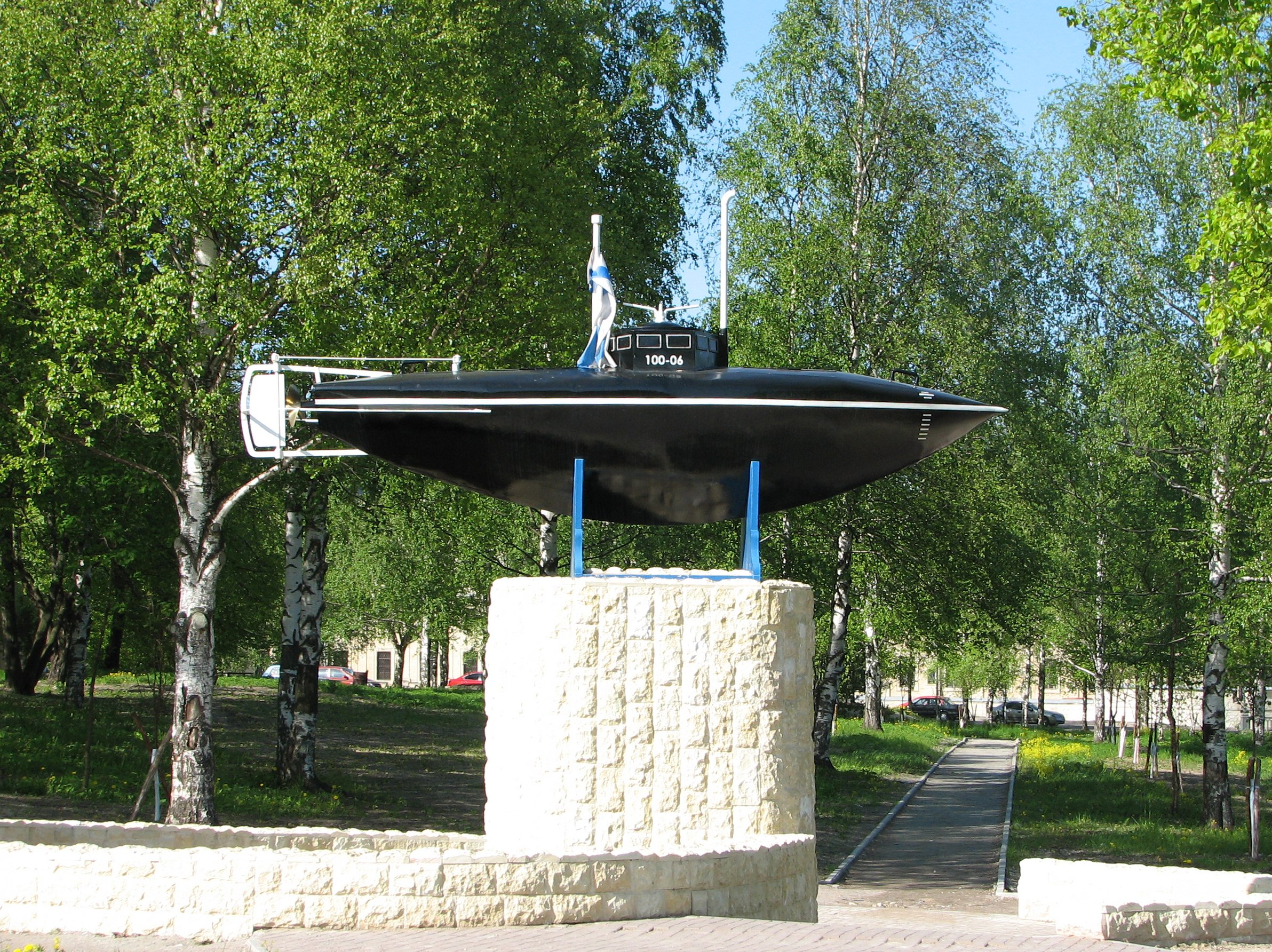
Pomnik okrętu podwodnego konstrukcji polskiego pioniera żeglugi podwodnej Stefana Drzewieckiego znajdujący się w Gatczynie

1 marca 1917 roku miało miejsce powstanie w Zachodnim batalionie lotniczym, później władzę przejął rejonowy komitet Piotrogrodzkiej Rady. 24 października 1917 roku władza w mieście została przejęta przez komitet wojskowo-rewolucyjny. W okresie wojny domowej Gatczyna była miejscem walk między wojskami generała Judenicza i Armii Czerwonej.
W okresie II wojny światowej miasto było okupowane przez wojska niemieckie. Zespół pałacowo-parkowy Gatczyny uległ niemal całkowitemu zniszczeniu. W okresie powojennym miasto zostało odrestaurowane. Zbudowano nowe osiedla mieszkaniowe, zakłady przemysłowe, instytut fizyki jądrowej. W 1985 roku zostały otwarte dla zwiedzających pierwsze odrestaurowane sale pałacu.
Do roku 2010 Gatczyna posiadała status historycznego miasta Rosji, jednak decyzją Ministerstwa Kultury została go pozbawiona.

## Zabytki
- Pałac Gatczyński zbudowany dla cara Pawła I przez A. Rinaldiego, przebudowany później przez V. Brennę i R.I. Kuźmina, jest przykładem wczesnego klasycyzmu rosyjskiego.
  - park krajobrazowy
  - pawilony parkowe
- Pałac Prioracki z 1798 roku zbudowany według projektu Nikołaja Lwowa
- Sobór prawosławny św. Pawła (katedralny), zbudowany w latach 1846–1850
- Sobór prawosławny Opieki Matki Bożej, zbudowany w latach 1895–1914
- kościół katolicki pw. NMP Karmelitańskiej – zbudowany ze składek wiernych w latach 1906–1911. Neogotycką, ceglaną budowlę zaprojektował architekt i inżynier cywilny Lew Szyszko (1872–1943). Konsekracji kościoła dokonał 13 listopada 1911 r. abp Jan Cieplak, stał się on wówczas filią petersburskiej parafii św. Katarzyny. Pierwszym proboszczem był w Gatczynie od roku 1910 do października 1913 o. Kazimierz Skrynda, a ostatnim przed likwidacją parafii, od grudnia 1919 do sierpnia 1931 r. o. Władysław Czegis (1888 – po 1938). W latach 1914–1917, gdy Gatczynę zasiedlili uchodźcy wojenni, w listopadzie 1915 r. pojawił się w charakterze ich kapelana ks. Stanisław Irtman. Liczba parafian wzrosła początkowo do 2 tys., w 1916 r. osiągnęła 5,7 tys. Powstała wtedy cała polska dzielnica, nazywana Zagwozdką. W tym czasie w Gatczynie powstał też „polski” cmentarz wojenny, a przy świątyni działała szkoła dla dzieci uchodźców. Kościół zamknięto najpierw czasowo od lipca 1922 do czerwca 1923 r., a ostatecznie w 1937 r. Przed wybuchem II wojny światowej urządzono w nim piekarnię. W czasie działań wojennych dawna świątynia została poważnie zniszczona (runęły wieża i transept). Po wojnie w resztach jej murów urządzono warsztat stolarski i garaż. Od roku 1992 zaczęto odbudowywać świątynię z ruin. Z braku środków odremontowano jedynie prezbiterium, gdzie od roku 1997 odprawiane są nabożeństwa dla ok. 50 osób. W parafii pracują obecnie księża salezjanie[4]
- kościół luterański pw. św. Mikołaja
- Literacki Dom-Muzeum Malarza P. E. Szczerbowa z 1910 roku w stylu modernistycznym zbudowany wg projektu polskiego architekta Stefana Kryczyńskiego

## Struktury wyznaniowe
Od 2013 r. Gatczyna jest siedzibą prawosławnej eparchii gatczyńskiej. W mieście czynne są następujące cerkwie prawosławne: katedralny sobór św. Pawła, sobór Opieki Matki Bożej oraz cerkiew Opieki Matki Bożej.
W Gatczynie znajduje się także zbór Kościoła Adwentystów Dnia Siódmego.

## Osoby
- Aleksander Ansberg – estoński komunista
- Paul Friedrich von Benckendorff – polityk
- Aleksandr Bublik - tenisista
- Michaił Czigorin – rosyjski szachista
- Michał Doliwo-Dobrowolski – polski i rosyjski elektryk, elektrotechnik
- Michaił Ippolitow-Iwanow – rosyjski kompozytor, dyrygent
- Modest Iwanow(inne języki) – pierwszy radziecki admirał
- Daniił Linczewski – szachista
- Fiodor Wasiliew – malarz
- Jan Zachwatowicz – polski architekt

## Miasta partnerskie
- Eskilstuna, Szwecja
- Espoo, Finlandia
- Ettlingen, Niemcy